# Nurko Karaman
Nurko Karaman (ur. 1956 w Okruglej) – bośniacki arabista, tłumacz z języka arabskiego.

## Życiorys
Od wczesnego dzieciństwa interesował się Koranem. Ukończył szkołę podstawową w Okruglej, następnie uczęszczał do medresy Gazi Husrev-beg w Sarajewie, gdzie poznawał język arabski. Ma wykształcenie filologiczne, ukończył studia w 1976 roku. Rok później rozpoczął studia orientalistyczne na Wydziale Filozoficznym Uniwersytetu w Prisztinie. Został imamem w Trebinju w 1987, przebywał tam dwa lata. Następnie przeniósł się do sarajewskiego wydawnictwa Al-Kalem, organu islamskiej gminy wyznaniowej Bośni i Hercegowiny. Pracował 10 lat nad przekładem Koranu.

## Publikacje
Zajmował się tłumaczeniami z języka arabskiego, pracą leksykograficzną, opracowaniem podręczników do nauki języka arabskiego.
Publikacje książkowe:
- Arapsko-bosanski rječnik za đake i studente (Bemust, 1997)[6]
- Kur'an s prijevodom Nurke Karamana[7], przekład Koranu na język bośniacki, pozytywnie oceniony przez prof. Enesa Karicia(inne języki) (wydawnictwo Kupola[5], 2018)[4]